# Nacume Soseki
Nacume Soseki (japonsko 夏目 漱石), pravo ime Nacume (priimek) Kinnosuke (ime) (japonsko 夏目金之助) japonski pesnik in pisatelj, * 9. februar 1867, Edo (danes Tokio, Japonska), † 9. december 1916.

## Življenjepis
Natsume se je nenačrtovano rodil priletni materi in očetu, ki sta ga oddala v posvojitev svojemu nekdanjemu služabniku Šiobari Masanosukeju in njegovi ženi. Par je Nacumeja vzgajal do devetega leta starosti, nato pa se je vrnil k pravim staršem. Mati mu je umrla, ko je bil star 14 let.
V srednji šoli se je navdušil nad kitajsko literaturo in si je želel postati pisatelj. Ta njegova želja ni naletela na odobravanje v družini, zato se je po opravljeni maturi, leta 1884, vpisal na univerzo. Najprej je vpisal študij arhitekture, kmalu pa je ta študij zamenjal za študij angleščine.
Leta 1887 je spoznal pesnika Masaoko Šikija, prijatelja, ki ga je začel vzpodbujati k pisanju. V istem letu je začel pisati pod psevdonimom Soseki, ki v kitajščini pomeni trmast. Leta 1893 je diplomiral in se za nekaj časa zaposlil kot učitelj. Do leta 1896 je zamenjal nekaj šol, junija istega leta pa se je poročil z Nakane Kyoko.
Leta 1900 ga je japonska vlada napotila na študij na Univerzo v Cambridgeu, v Združeno kraljestvo, kjer pa zaradi slabega finančnega stanja ni dolgo vzdržal. Že leta 1902 je opustil študij in se vrnil na Japonsko, kjer se je zaposlil kot profesor angleške literature na svoji bivši univerzi.
Kot pravi pisatelj je začel delovati leta 1905, ko je napisal svojo prvo novelo, od leta 1907 naprej pa se je posvetil izključno pisateljevanju in je zapustil univerzo. Med letoma 1905 in 1916, ko je umrl zaradi vnete rane na želodcu je napisal 20 književnih del, ki so mu prinesla svetovno slavo.

## Dela, prevedena v slovenščino
Koprnenje (izvirni naslov: Kokoro, japonsko こゝろ). Založba Sanje, Ljubljana 2011 (tiskana izdaja) (COBISS) in 2014 (elektronska izdaja) (COBISS).